# Karl Schmidt (Mediziner)
Karl Schmidt (* 25. Oktober 1899 in Oberhausen; † 20. Juli 1980 in Bad Brückenau) war ein deutscher Ophthalmologe, Hochschullehrer, Freikorpsangehöriger und Nationalsozialist. Zur Zeit des Nationalsozialismus war er sowohl Direktor der Augenklinik als auch Hochschulrektor der Universität Bonn und während des Zweiten Weltkrieges auch an der Reichsuniversität Straßburg. Nach Kriegsende praktizierte er als niedergelassener Arzt.

## Leben
Karl Schmidt war der Sohn des Studienrates Otto Schmidt. Am Realgymnasium seiner Heimatstadt machte er im Jahr 1917 das Notabitur. Er diente ab Juni 1917 beim Pionier-Bataillon 24 in Köln-Riehl und nahm am Ersten Weltkrieg teil, zuletzt als Unteroffizier. Anfang Januar 1919 wurde er aus der Armee entlassen. Schmidt, der bereits seit 1917 der Deutschen Burschenschaft der Bubenreuther angehörte, begann nach Kriegsende mit zeitweisen Unterbrechungen ein Studium der Medizin an der Universität Erlangen.
Im März 1919 schloss sich Schmidt dem Freikorps Epp an und war mit diesem paramilitärischen Verband an der Niederschlagung der Münchner Räterepublik beteiligt. Nach dem Kapp-Putsch meldete er sich im Frühjahr 1920 als Freiwilliger für sechs Wochen zur Reichswehr und nahm an Kämpfen am Niederrhein teil. Nach der bestandenen ärztlichen Vorprüfung wechselte er zum Sommersemester 1921 an die Universität Rostock. Mit der Rostocker Studentenkompanie war er im Jahr 1921 an den Kämpfen in Oberschlesien beteiligt. Ab dem Wintersemester 1921 setzte er das Medizinstudium an der Rheinischen Friedrich-Wilhelms-Universität Bonn fort, wo er ab 1922 den stellvertretenden Vorsitz des Allgemeinen Studentenausschusses und den Vorsitz der Klinikerschaft innehatte. Im April 1923 schloss er das Studium mit dem Staatsexamen ab und im Mai 1924 wurde er in Bonn zum Dr. med. promoviert. Das Medizinalpraktikum absolvierte er an der Medizinischen Universitätsklinik und der Augenklinik in Bonn, wo er sich im Dezember 1928 habilitierte. Anschließend war er Privatdozent für Augenheilkunde in Bonn und Oberassistent an der Augenklinik in Bonn. Ab 1930 gehörte er der Ärztekammer der Rheinprovinz an. Es folgten mehrwöchige Forschungsaufenthalte an der Augenklinik in Budapest und dem Chemischen Institut in Königsberg. Schmidt wurde 1929 Sprecher und 1935 Bundesleiter der liberalen Burschenschaft der Bubenreuther, die sich der nationalsozialistischen Ideologie verweigerte und 1936 auflöste. Er trug den Spitznamen Bierschmidt.
Seit 1931 war Schmidt mit Ingeborg geb. Janson verheiratet. Aus der Ehe gingen sechs Kinder hervor.

### Ordinarius in Bonn und Straßburg
In der Zeit des Nationalsozialismus wurde Schmidt Anfang Mai 1933 Mitglied der NSDAP (Mitgliedsnummer 3.244.124) und trat noch im selben Jahr dem NS-Ärztebund bei, für den er von 1934 bis 1936 Kreisamtsleiter war. Von 1933 bis 1936 war er Führer der Dozentenschaft an der Universität Bonn. Er war ab 1934 Mitglied der Nationalsozialistischen Volkswohlfahrt und der Sturmabteilung (SA) und ab 1935 Mitglied des NS-Dozentenbundes. Des Weiteren engagierte er sich in der Deutschen Jägerschaft, beim Deutschen Roten Kreuz und beim Reichsluftschutzbund.
Anfang Oktober 1935 wurde Schmidt als Nachfolger von Paul Römer Direktor der Bonner Augenklinik und zeitgleich außerordentlicher Professor an der Universität Bonn. Von 1936 bis 1939 war er Rektor der Universität Bonn und erhielt dort 1937 eine ordentliche Professur. Schmidt, der als überzeugter Nationalsozialist an den Reichsparteitagen 1937 und 1938 teilgenommen hatte, wurde bei der SA 1938 zum Hauptsturmführer und 1942 zum Standartenführer befördert.
Während der Deutschen Besetzung Frankreichs im Zweiten Weltkrieg erhielt Schmidt Ende 1940 den Lehrstuhl für Ophthalmologie an der Reichsuniversität Straßburg und stand der dortigen Universitätsaugenklinik vor. Er war zeitgleich Gründungsrektor der Reichsuniversität Straßburg und blieb in dieser Funktion bis zur Wiedereroberung des Elsass im November 1944 durch die Alliierten.

„Die Wiedergewinnung Straßburgs mit dem Schwert hat Blutopfer aller deutschen Stämme gefordert. Zeigt Euch in Eurem Studium dieser Opfer würdig.“

Da das Reichsministerium für Wissenschaft, Erziehung und Volksbildung eine rechtzeitige Verlagerung der Reichsuniversität Straßburg ins Reichsinnere verhindert hatte, konnte sich Schmidt neben dem Großteil des Hochschulpersonals nicht mehr über den Rhein absetzen. Er galt noch im März 1945 in Berlin neben vielen anderen Straßburger Hochschullehrern als vermisst.

### Nachkriegszeit
Nach der Befreiung vom Nationalsozialismus wurde Schmidt im September 1948 als Minderbelasteter entnazifiziert.

„Ich bin der NSDAP gerne beigetreten, weil ich in ihr die einzige Möglichkeit sah, die innerpolitisch [sic] völlig verfahrenen Zustände in Deutschland wieder in Ordnung zu bringen. […] Ich glaub[t]e im Jahre 1933 meinem bisher geschuldigtem liberal-demokratisch-politischen Grundsätzen abschwören zu können, da die Demokratie in ihrer freiesten Spielart seit dem Jahr 1918 in Deutschland im wesentlich[en] Schiffbruch erlitten hatte und vor allen Dingen die brennenden Fragen der sozialen Not nicht zu lösen im Stande war.“

Schmidt wurde nicht wieder in den Hochschuldienst übernommen. Er praktizierte als niedergelassener Augenarzt in Melle und in Mülheim an der Ruhr. Beim Bund der Freunde der Reichsuniversität Straßburg übernahm er den stellvertretenden Vorsitz. Er engagierte sich in der ärztlichen Selbstverwaltung.

## Ehrungen
- Eisernes Kreuz II. Klasse
- Kriegsverdienstkreuz
- Ehrenzeichen des Deutschen Roten Kreuzes I. Klasse
- St. Alexander-Orden, Kommandeur